# مايين بلاغ
مايين‌ بلاغ هي قرية في مقاطعة تكاب، إيران. يقدر عدد سكانها بـ 276 نسمة بحسب إحصاء 2016.